# Kisumu
Kisumu è una città portuale del Kenya, capoluogo dell'omonima contea, che nel 1999 contava 194 390 abitanti.
Kisumu si affaccia sul golfo di Kavirondo del lago Vittoria; in virtù della sua posizione si è sviluppata come porto lacustre e centro commerciale grazie alla ferrovia che dal 1901 la collega con la città di Mombasa.